# Fujitsu FM 8
Fujitsu FM 8 (FM 8) је кућни рачунар фирме Фуџицу (Fujitsu) који је почео да се производи у Јапану током 1981. године.
Користио је 68A09 микропроцесорску јединицу а RAM меморија рачунара је имала капацитет од 64 KB као главна меморија (30358 бајтова слободно под Бејсиком). 
Као оперативни систем кориштен је Fujitsu Disk Basic , OS-9 (Microware), Flex, UCSD-PASCAL, CP/M (са опциони Z80 card).

## Детаљни подаци
Детаљнији подаци о рачунару FM 8 су дати у табели испод.
|                       | |
| [ 1 ]                 | |
| Произвођач            | Фуџицу |
| Тип                   | кућни рачунар |
| Меморија              | 64 као главна меморија (30358 бајтова слободно под Бејсиком)                                                                                     |
| Поријекло             | Јапан |
| Година                | 1981 |
| Тастатура             | тастатура са пуним помаком тастера са програмибилним функцијским тастерима, тастери смјера и одвојена нумеричка тастатура. стандард. 95 тастера. |
| Процесор              | |
| Фреквенција процесора | 1 |
| RAM                   | 64 као главна меморија (30358 бајтова слободно под Бејсиком)                                                                                     |
| ROM                   | 44 (Basic, boot и монитор) |
| Текст                 | 80 x 25 / 80 x 20 / 40 x 25 / 40 x 20 |
| Графика               | 640 x 200 (8 боја) |
| Боја                  | 8 |
| Звук                  | мали звучник |
| Димензије             | 490 (ширина)/ 330 (дубина)/ 110 (висина) / 6 kg                                                                                                  |
| Портови               | |
| Оперативни систем     | (са опционом Z80 картицом) |